# Балцаци (Васлуј)
Балцаци (рум. Bălțați) насеље је у Румунији у округу Васлуј у општини Татарани. Oпштина се налази на надморској висини од 148 m.

## Становништво
Према подацима из 2002. године у насељу је живело 705 становника, од којих су сви румунске националности.